# Курика, Феодосий Константинович
Феодосий Константинович Курика (1755—1785) — один из первых русских профессоров медицины Московского университета.
Сын казака. В 1774 году поступил на службу в Московский Генеральный госпиталь. В 1776 году начал учиться в московской университетской гимназии. Окончил её в 1777 году и стал студентом медицинского факультета Московского университета, получив по окончании курса в 1778 году золотую медаль. В начале 1779 года, вместе с Ф. Г. Политковским был послан за границу и в Лейденском университете по защите  диссертации получил степень доктора медицины. В 1784 году вернулся в Москву и, выдержав экзамен, был назначен экстраординарным профессором натуральной истории Московского университета: читал на латинском языке минералогию, зоологию и ботанику (по К. Линнею). Рано умер и кроме диссертации на латинском языке других произведений не оставил.